# 安提阿的多羅雪
多羅雪（Dorotheus）是阿里烏教派君士坦丁堡大主教，任期為約公元388年至其去世的407年。 在此之前在376年繼任安提阿主教。
多羅雪繼任君士坦丁堡大主教曾導致該地阿里烏社區混亂，他繼續執行前任色雷斯的馬里努斯對該社區進行分割。